# Beatriz de Nazaret
Beatriz de Nazaret (Tienen, 1200-Lier, 1269) fue una religiosa cisterciense belga.

## Trayectoria
Nació en Tienen en el seno de una familia acomodada. Fue la última de seis hermanos, hija del beato Bartolomé, fundador de un monasterio cisterciense después de fallecer su esposa. Beatriz perdió a su madre a los siete años y la enviaron a vivir con las beguinas y fue a la escuela en la ciudad de Zoutleeuw. Su padre hizo que regresara a casa un año después. Siguiendo su deseo de entrar en un monasterio, su padre la llevó junto a las monjas cistercienses en el municipio de Bloemendaal, y a los diez años se hizo oblata, y continuó sus estudios.
Cuando cumplió quince años, quiso ser novicia, y aunque inicialmente fue rechazada por su delicada salud, al año siguiente fue admitida. Ingresó en el monasterio a los 17 años, donde llevó una vida de prácticas austeras llevando cilicios y comprimiendo su cuerpo con cuerdas. En sus visiones, se dice que Jesús se le apareció y le transverberó el corazón con un dardo de fuego. Su devoción a la eucaristía provocó que sufriera hemorragias y colapso físico.
Entre 1232 y 1233, escribió un tratado en el flamenco medieval, titulado De los siete grados del amor, que es el primer escrito místico femenino en lengua vulgar. En 1236, se la envió a comenzar una nueva fundación en Nazaret, una aldea cerca de Lier.
Falleció en 1269 y fue enterrada en el convento de Nazaret, y se cuenta que después de que fuera abandonando, su cuerpo fue trasladado por ángeles a la ciudad de Lier. La devoción a esta santa es tradicional, no incluida en el Martirologio.